# Джонатан Борвейн
Джонатан Борвейн (Jonathan Michael Borwein; 20 травня 1951 — 2 серпня 2016) — шотландський математик, професор математики в університеті Ньюкасла, Австралія. Близький соратник Девіда Х. Бейлі, вони були відомими діячами експериментальної математики.
Основним методом експериментальної математики є доказові обчислення.
Інтереси Борвейна охоплювали чисту математику (аналіз), прикладну математику (оптимізація), обчислювальну математику (чисельний аналіз) та високоефективні обчислення. Він був автором десяти книг (останнім часом кілька про експериментальну математику та монографію про опуклі функції, а також понад 400 рецензованих статей. Він був співзасновником (1995 р.) Програмної компанії MathResources, яка консультувала та виробляла інтерактивне програмне забезпечення насамперед для шкільної та університетської математики.
Борвейн також був експертом з числа пі та особливо його обчислення.
Брав участь у розшифруванні «загубленого зошита Рамануджана».